# خان فخر داود
خان فخر داود بالفارسية: کاروانسرای فخرداود) هو خان تاريخي يعود إلى عصر الدولة التيمورية، ويقع في مقاطعة مشهد.